# Velika nagrada Japonske 1988
Velika nagrada Japonske 1988 je bila petnajsta dirka Svetovnega prvenstva Formule 1 v sezoni 1988. Odvijala se je 30. oktobra 1988 na dirkališču Suzuka Circuit v Suzuki. Zmagal je Ayrton Senna, ki si je s tem že zagotovil dirkaški naslov prvaka, drugo mesto je osvojil Alain Prost, tretje pa Thierry Boutsen. Senna je osvojil tako najboljši štartni položaj, kot tudi postavil najhitrejši krog dirke.

## Poročilo

### Kvalifikacije
McLaren je enajstič v sezoni osvojil prvo vrsto, kot običajno Ayrton Senna pred Alainom Prostom. Drugo vrsti sta zasedla Gerhard Berger in Ivan Capelli, do desetega mesta pa so se zvrstili še Nelson Piquet, Satoru Nakadžima, Derek Warwick, Nigel Mansell, Michele Alboreto in Thierry Boutsen.

### Dirka
Na štartu je povedel Alain Prost, sledila pa sta mu Gerhard Berger in Ivan Capelli, medtem pa je Senni ugasnil dirkalnik. Toda ker je imela Suzuka kot edino dirkališče štartno vrsto na klancu je uspel dirkalnik zagnati in je držal štirinajsto mesto. Derek Warwick in Nigel Mansell sta trčila in morala na postanek v bokse zaradi predrte pnevmatike oziroma poškodovanega nosa dirkalnika. Senna se je trudil nadomestiti izgubljena mesta in jih je pridobil že šest do začetka drugega kroga. V četrtem krogu je bil že četrti, saj mu je uspelo prehiteti še Patreseja, Boutsena, Nanninija in Alboreta. Capelli je postavil najhitrejši krog dirke in uspel prehiteti Bergerja, ki se je ponovno ubadal s preveliko porabo goriva, v petem krogu pa je bil že drugi. Alboreto se je zavrtel in padel na šesto mesto, začel pa se je hud dvoboj med dirkači z atmosferskim motorjem Capellijem, Boutsnom in Nanninijem ter dirkači s turbo motorjem Prostom, Bergerjem in Senno.
V enajstem krogu je Piquet zletel s proge in odstopil. V štirinajstem krogu je začelo na nekaterih delih steze rahlo deževati, kar je koristilo Senni. Ivan Capelli je v naslednjem krogu prehitel do tedaj vodilnega Prosta in postal prvi dirkač, ki je z dirkalnikom z atmosferskim motorjem vodil na dirki, po več ko štirih letih. Toda njegovo vodstvo je trajalo le nekaj sto metrov, kajti Prost je lahko Capelliju z močnejšim Hondinim motorjem vrnil že pred naslednjim ovinkom. Capelli je še nekaj časa napadal Prosta, ki se je ubadal z okvarjenim menjalnikom, nato pa je zaradi okvare električnega sistema odstopil. Senna je hitro lovil Prosta in ga kmalu tudi ujel. V sedemindvajsetem krogu, ko sta ujela za krog zaostale Andreo de Cesarisa, Satora Nakadžimo in Mauricia Gugelmina, je Senna izkoristil položaj in prehitel Prosta. Brazilec je nato v nekaj krogih ušel Prostu na tri sekunde, toda nato ga je rahlo zadržal Nakadžima in Prost se mu je ponovno približal. S pnevmatikami na suhe stezo na mokrem je Senna gestikuliral vodstvu dirke naj dirko predčasno konča, toda to se ni zgodilo. Dirka je trajala do konca kot predvideno in Senna je zmagal pred Prostom, Boutsen je bil tretji, točke pa so osvojili še Berger, Nannini in Patrese. 

### Po dirki
S to zmago je Senna že osvojil svoj prvi dirkaški naslov prvaka. Z osmo zmago v sezoni je izboljšal rekord, ki sta ga pred tem držala Jim Clark in Alain Prost.

## Dirka
| Poz  | Št | Dirkač             | Konstruktor     | Krogi | Čas/Odstop  | Št. m. | Toč |
| ---- | -- | ------------------ | --------------- | ----- | ----------- | ------ | --- |
| 1    | 12 | Ayrton Senna       | McLaren-Honda   | 51    | 1:33:26,173 | 1      | 9   |
| 2    | 11 | Alain Prost        | McLaren-Honda   | 51    | + 13,363 s  | 2      | 6   |
| 3    | 20 | Thierry Boutsen    | Benetton-Ford   | 51    | + 36,109 s  | 10     | 4   |
| 4    | 28 | Gerhard Berger     | Ferrari         | 51    | + 1:26,714  | 3      | 3   |
| 5    | 19 | Alessandro Nannini | Benetton-Ford   | 51    | + 1:30,603  | 12     | 2   |
| 6    | 6  | Riccardo Patrese   | Williams-Judd   | 51    | + 1:37,615  | 11     | 1   |
| 7    | 2  | Satoru Nakadžima   | Lotus-Honda     | 50    | +1 krog     | 6      |     |
| 8    | 14 | Philippe Streiff   | AGS-Ford        | 50    | +1 krog     | 18     |     |
| 9    | 30 | Philippe Alliot    | Larrousse-Ford  | 50    | +1 krog     | 19     |     |
| 10   | 15 | Maurício Gugelmin  | March-Judd      | 50    | +1 krog     | 13     |     |
| 11   | 27 | Michele Alboreto   | Ferrari         | 50    | +1 krog     | 9      |     |
| 12   | 3  | Jonathan Palmer    | Tyrrell-Ford    | 50    | +1 krog     | 16     |     |
| 13   | 23 | Pierluigi Martini  | Minardi-Ford    | 49    | +2 kroga    | 17     |     |
| 14   | 4  | Julian Bailey      | Tyrrell-Ford    | 49    | +2 kroga    | 26     |     |
| 15   | 24 | Luis Perez-Sala    | Minardi-Ford    | 49    | +2 kroga    | 22     |     |
| 16   | 29 | Aguri Suzuki       | Larrousse-Ford  | 48    | +3 krogi    | 20     |     |
| 17   | 25 | René Arnoux        | Ligier-Judd     | 48    | +3 krogi    | 23     |     |
| Ods  | 22 | Andrea de Cesaris  | Rial-Ford       | 36    | Pregrevanje | 14     |     |
| Ods  | 18 | Eddie Cheever      | Arrows-Megatron | 35    | Vžig        | 15     |     |
| Ods  | 21 | Nicola Larini      | Osella          | 34    | Zavore      | 24     |     |
| Ods  | 1  | Nelson Piquet      | Lotus-Honda     | 34    | Bolezen     | 5      |     |
| Ods  | 5  | Nigel Mansell      | Williams-Judd   | 24    | Trčenje     | 8      |     |
| Ods  | 36 | Alex Caffi         | Dallara-Ford    | 22    | Zavrten     | 21     |     |
| Ods  | 16 | Ivan Capelli       | March-Judd      | 19    | El. sistem  | 4      |     |
| Ods  | 17 | Derek Warwick      | Arrows-Megatron | 16    | Zavrten     | 7      |     |
| Ods  | 10 | Bernd Schneider    | Zakspeed        | 14    | Poškodba    | 25     |     |
| DNQ  | 26 | Stefan Johansson   | Ligier-Judd     |       |             |        |     |
| DNQ  | 32 | Oscar Larrauri     | Euro Brun-Ford  |       |             |        |     |
| DNQ  | 9  | Piercarlo Ghinzani | Zakspeed        |       |             |        |     |
| DNQ  | 33 | Stefano Modena     | Euro Brun-Ford  |       |             |        |     |
| DNPQ | 31 | Gabriele Tarquini  | Coloni-Ford     |       |             |        |     |